# Comuna de Krokowa
Krokowa (polaco: Gmina Krokowa) é uma gminy (comuna) na Polónia, na voivodia de Pomerânia e no condado de Pucki. A sede do condado é a cidade de Krokowa.
De acordo com os censos de 2004, a comuna tem 9958 habitantes, com uma densidade 47 hab/km².

## Área
Estende-se por uma área de 211,83 km², incluindo:
- área agricola: 54%
- área florestal: 32%

## Demografia
Dados de 30 de Junho 2004:
|                      | Total   | Total | Mulheres | Mulheres | Homens  | Homens |
| -------------------- | ------- | ----- | -------- | -------- | ------- | ------ |
|                      | pessoas | %     | pessoas  | %        | pessoas | %      |
| População            | 9958    | 100   | 4983     | 50       | 4975    | 50     |
| Densidade (pop./km²) | 47      | 100   | 23,5     | 23,5     | 23,5    | 23,5   |

De acordo com dados de 2005, o rendimento médio per capita ascendia a 2561,40 zł.

## Comunas vizinhas
- Choczewo, Gniewino, Puck, Wejherowo, Władysławowo.